# Novi Bečej
Novi Bečej (ćirilično: Нови Бечеј, mađarski: Törökbecse) je naselje u Banatu u Vojvodini u sastavu općine Novi Bečej. Do 1945. godine su postojala 2 naselja: Turski Bečej i Vranjevo.

## Stanovništvo
U naselju Novi Bečej živi 14.452 stanovnika, od toga 11.534 punoljetna stanovnika, prosječna starost stanovništva iznosi 39,9 godina (37,9 kod muškaraca i 41,7 kod žena). U naselju ima 5.127 domaćinstava, a prosječan broj članova po domaćinstvu je 2,75.
| Etnički sastav 2002. |            |        |
| Narod                | Stanovnika | %      |
| Srbi                 | 8.868      | 61,36% |
| Mađari               | 3.849      | 26,63% |
| Romi                 | 387        | 2,67%  |
| Jugoslaveni          | 352        | 2,43%  |
| Rumunji              | 144        | 0,99%  |
| Hrvati               | 52         | 0,35%  |
| Makedonci            | 38         | 0,26%  |
| Crnogorci            | 34         | 0,23%  |
| Albanci              | 14         | 0,09%  |
| Muslimani            | 13         | 0,08%  |
| Slovaci              | 10         | 0,06%  |
| Rusini               | 7          | 0,04%  |
| Nijemci              | 6          | 0,04%  |
| Slovenci             | 5          | 0,03%  |
| Rusi                 | 4          | 0,02%  |
| Bugari               | 4          | 0,02%  |
| Bunjevci             | 2          | 0,01%  |
| Ukrajinci            | 1          | 0,00%  |
| ostali               | 37         | 0,25%  |

| broj stanovnika | 15644 | 16303 | 16378 | 16075 | 16091 | 15404 | 14452 |
|                 | 1948. | 1953. | 1961. | 1971. | 1981. | 1991. | 2001. |

## Galerija
- Pravoslavna crkva
- Katolička Crkva (Vranjevo)
- Pravoslavna crkva (Vranjevo)
- Pravoslavna kapela
- Kapela na pravoslavnom groblju
- Katolička crkva
- Kapela na katoličkom groblju

## Šport
Održava se tradicionalni Novogodišnji turnir u malom fudbalu Novi Bečej.

## Vanjske poveznice
- Karte, položaj, zemljopisni podaci o naselju